# A Tribute to the Great Nat "King" Cole
A Tribute to the Great Nat "King" Cole studijski je album američkog glazbenika Marvina Gayea, koji izlazi u studenom 1965. godine.
Gaye je album posvetio svom idolu, jazz i R&B glazbeniku Natu "King" Coleu. Često se uspoređuje s nezaboravnim Unforgettable Arethe Franklin, koja je opet album posvetila svom idolu, jazz, blues i R&B glazbenici Dinahi Washington.

## Popis pjesama
1. "Nature Boy"  – 2:49
2. "Ramblin' Rose" (Joe Sherman, Noel Sherman) – 2:50
3. "Too Young" (Sylvia Dee, Sidney Lippman)  – 3:47
4. "Pretend"  – 2:53
5. "Straighten Up and Fly Right" (Nat King Cole, Irving Mills) – 2:22
6. "Mona Lisa" (Ray Evans, Jay Livingston) – 3:01
7. "Unforgettable" (Irving Gordon) – 3:40
8. "To the Ends of the Earth"  – 2:18
9. "Sweet Lorraine" (Cliff Burwell, Mitchell Parish) – 2:47
10. "It's Only a Paper Moon" (Harold Arlen, E.Y. "Yip" Harburg], Billy Rose) – 2:25
11. "Send For Me"  – 2:57
12. "Calypso Blues"  – 4:04

## Izvođači
- Vokalna izvedba - Marvin Gaye
- Svi instrumenti - The Funk Brothers

### Produkcija
- Producent - Davis And Gordon, Harvey Fuqua

## Vanjske poveznice
- Allmusic.com - A Tribute to the Great Nat King Cole - Marvin Gaye